# Classification décimale universelle
Pour les articles homonymes, voir CDU.
La classification décimale universelle (CDU) est un système de classification de bibliothèque développé par Paul Otlet et Henri La Fontaine, deux juristes belges fondateurs de l’Institut international de bibliographie en 1895, à partir de la classification décimale de Dewey (CDD), et avec l’autorisation de Melvil Dewey. Elle a connu plusieurs éditions depuis 1905 et a été traduite en 40 langues.

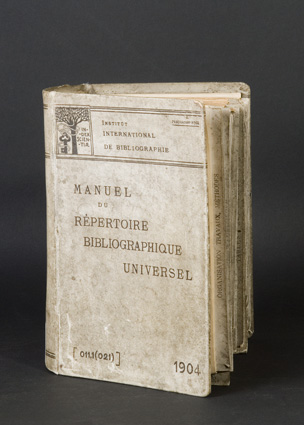
Manuel du Répertoire Bibliographique Universel.

## Histoire
En 1905, une première édition complète de la CDU est publiée, elle reprend d’une part, la liste des indices, et à la fin, l’index renvoyant aux indices.
Cet ouvrage volumineux et peu transportable sera rapidement remplacé par des éditions abrégées. Les chercheurs avaient aussi la possibilité de commander uniquement la classe qui les concernait.

## Fonctionnement
Comme la classification décimale de Dewey, elle répartit les connaissances humaines en dix catégories notées de 0 à 9, le 0 étant réservé aux généralités « en général ». Chaque catégorie est normalement divisée en dix parties (toutes les classes et sous-classes ne sont pas utilisées).
Un zéro terminant un indice indique toujours qu’il s’agit de généralités, par exemple 540 signifie « généralités dans le domaine de la chimie ».
Ces indices sont en fait des nombres décimaux, dont on a enlevé le 0 initial et la virgule, puisque ces deux signes seraient communs à tous les indices. Ainsi, 541 doit être classé avant 61 (un peu de la même façon qu’un sous-titre numéroté 5.4.1 vient avant un titre numéroté 6.1).
Destinée à l’origine à établir une bibliographie universelle exhaustive, elle permet la réalisation d’indices très complexes. Les indices ont par la suite eu tendance à se simplifier, l’expérience ayant prouvé que ce qui était à l’origine une volonté de précision ne facilitait pas la recherche documentaire et rendait la classification décimale universelle très difficile à maintenir.

## Classes

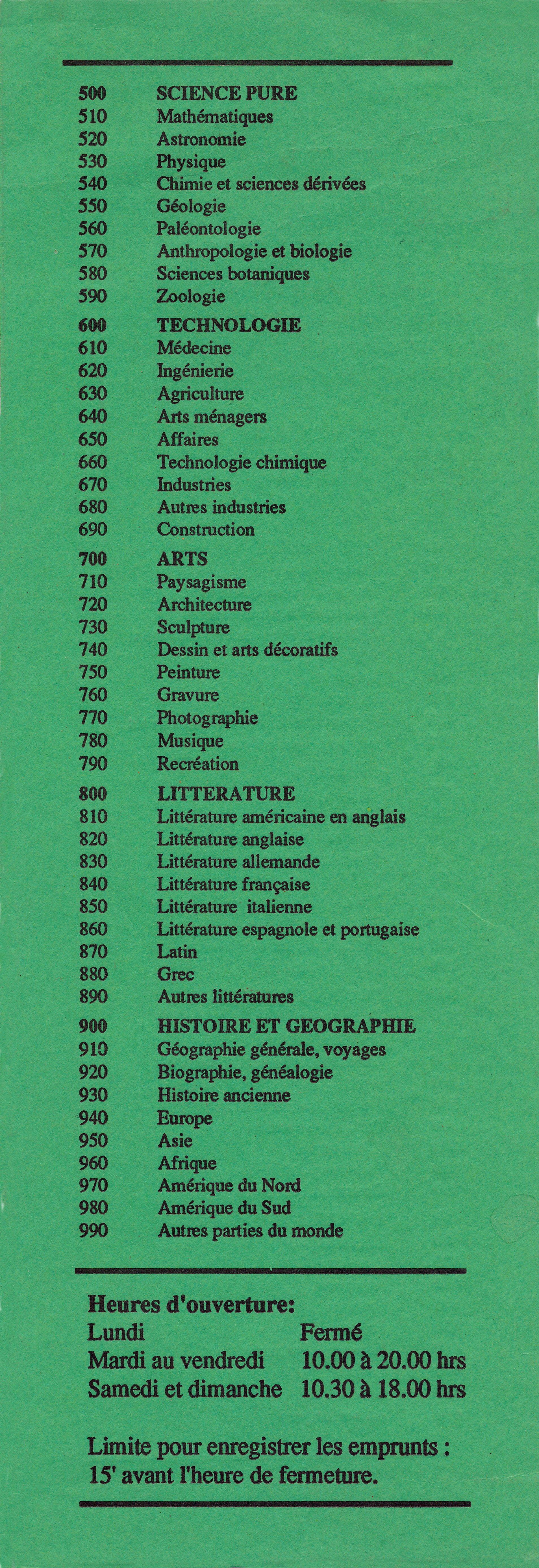
Fiche de bibliothèque comportant une partie de la classification décimale universelle créée par le bibliographe belge Paul Otlet et l’homme politique belge Henri-Marie La Fontaine (Prix Nobel de la paix).

La liste des classes et sous-classes est la suivante :

### Classe 0 - Généralités (Sciences et connaissance; organisation. informatique, information, documentation, bibliothéconomie. institutions, publications)
00 - Prolégomènes, fondements de la connaissance et de la culture
001 - Sciences et connaissance organisation du travail intellectuel
002 - Documentation ; livres - écrits et paternité
004 - Informatique
007 - Activité et organisation ; information ; communication
01 - Bibliographie(s), catalogues
02 - Bibliothéconomie. Lecture.
021 - Fonction, valeur, utilité, création, développement des bibliothèques
03
030 - Ouvrages généraux de référence (en tant que sujet). Dictionnaires.
05
050 - Publications en série, périodiques, revues (en tant que sujet)
06 - Organisations en général (inclus associations et musées). Publications de collectivités
061 - Organisations et autres types de coopération, fondations, institutions
07
070 - Journaux. Presse. Journalisme.
08 - Polygraphies. Œuvres collectives
09 - Manuscrits. Livres rares et précieux (en tant que sujet). Bibliophilie.

### Classe 1 - Philosophie et psychologie
10
101 - Nature et méthode de la philosophie
11 - Métaphysique
111 - Métaphysique générale, ontologie
113 - Création, cosmologie
114 - Espace
115 - Temps
116 - Mouvement
117 - Matière
118 - Force
119 - Quantité, nombre
12 - (Métaphysique spéciale)
122 - causalité
123 - Liberté et nécessité
124 - Téléologie
125 - Finitude
128 - Âme
129 - Destinée de l'âme, immortalité
13 - Philosophie de l’esprit. Métaphysique de la vie spirituelle
130 - Vie de l'esprit, philosophie de la culture
133 - Sciences occultes
14 - Systèmes et approches philosophiques
140 - Typologie des systèmes philosophiques
141 - Systèmes philosophiques
15
159 - Psychologie (159.9), sciences cognitives, psychopathologie
16 - Logique. Épistémologie. Théorie de la connaissance. Méthodologie de la logique
161 - Logique
162 - Raisonnement
164 - Logique symbolique
165 - Épistémologie
167 - Méthodologie de la recherche
168 - Méthode scientifique
17 - Philosophie morale. Éthique. Philosophie pratique
171 - Morale individuelle
172 - Morale sociale
173 - Morale familiale
174 - Morale professionnelle, déontologie
175 - Morale des divertissements
176 - Morale sexuelle
177 - Moralité et relations humaines
178 - Morale et tempérance
179 - Questions diverses

### Classe 2 - Religion,théologie
2-1 à 2-9  - Indices auxiliaires spéciaux à la classe religion
2-1 - Théorie et philosophie de la religion. Nature de la religion. Le phénomène religieux
2-2 - Preuves religieuses
2-3 - Personnages religieux
2-4 - Activités religieuses. Pratiques religieuses
2-5 - Vénération en général. Culte. Rites et cérémonies religieuses
2-6 - Processus dans la religion
2-7 - Organisation et administration religieuses
2-8 - Les religions selon leurs caractéristiques
2-9 - Histoire de la foi, des croyances, de la religion, de la dénomination religieuse ou de l'Eglise
21 - Religions préhistoriques et primitives
22 - Religions originaires d’Extrême-Orient
23 - Religions originaire du sous-continent indien. Hindouisme au sens large
24 - Bouddhisme
25 - Religions de l’Antiquité. Religions et cultes mineurs
26 - Judaïsme
27 - Christianisme. Église et dénominations chrétiennes
28 - Islam
29 - Mouvements spirituels modernes

### Classe 3 - Sciences sociales (Statistique. Économie. Commerce. Droit. Gouvernement. Affaires militaires. Assistance sociale. Assurances. Éducation. Folklore)

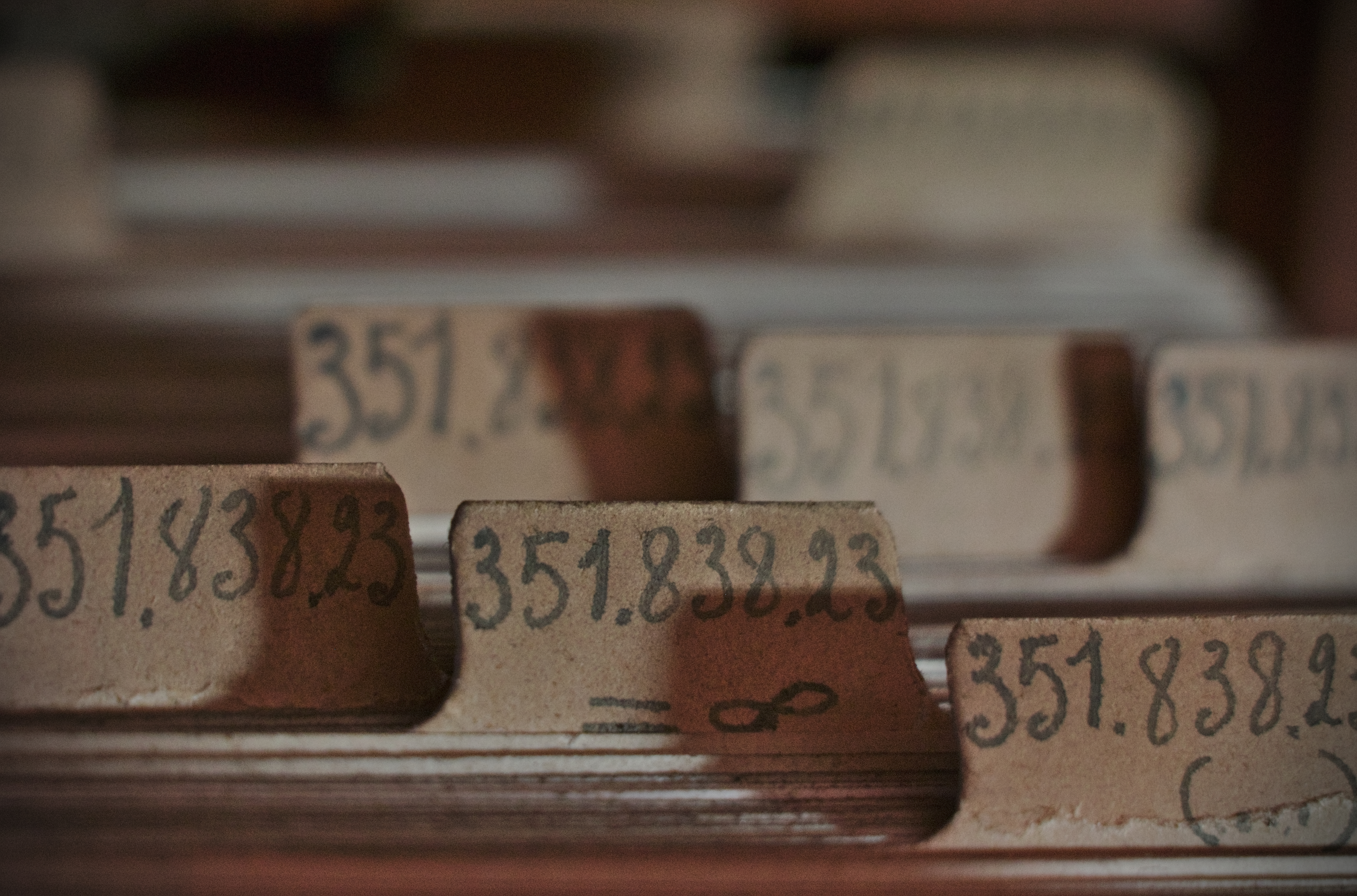
Étiquettes de classement de la CDU, dans la bibliothèque de la maison Losseau.

30
303 - Méthode des sciences sociales
304 - Questions sociales. Pratique sociale. Pratique culturelle. Mode de vie
305 - Études de genre sexuel (gender studies)
308 - Sociographie. Études descriptives de la société (qualitatives et quantitatives)
31
311 - Science statistique. Théorie et méthode de la statistique
314-316 -  Société
32 - Politique. Science politique
33 - Économie. Science économique
339 - Commerce. Relations économiques internationales. Économie mondiale
34 - Droit. Jurisprudence. Législation
35 - Administration publique. Gouvernement. Affaires militaires
36 - Assistance sociale. Prévoyance sociale. Protection des besoins vitaux matériels et mentaux
368 - Assurance. Dispositions communautaires en vue de prendre en charge le partage des risques
37 - Enseignement. Éducation. Formation. Loisirs
39 - Anthropologie culturelle. Ethnologie. Ethnographie. Coutumes. Manières. Usages. Traditions. Mode de vie. Folklore

### Classe 4 - inoccupée
Cette classe était autrefois consacrée à la linguistique qui a été transférée dans la classe 8 durant les années 1960.

### Classe 5 - Sciences pures (Mathématiques, sciencesexactesetnaturelles)
50 - (Généralités sur les sciences pures)
502-504 - Science environnementales. Conservation des ressources naturelles. Menaces environnementales et protection de l’environnement
51 - Mathématiques
510 - Considérations fondamentales et générales sur les mathématiques (fondements, algorithmique et calculabilité, logique…)
511 - Théorie des nombres (dont arithmétique)
512 - Algèbre
514 - Géométrie
515 - Topologie
517 - Analyse
519 - Analyse combinatoire, théorie des graphes, probabilités, statistiques, analyse numérique, cybernétique, recherche opérationnelle
52 - Astronomie. Astrophysique. Recherche spatiale. Géodésie
520 - Instruments et techniques astronomiques
521 - Mécanique céleste
523 - Le système solaire
524 - Etoiles, cosmologie
527 - Aéronautique, astronautique
528 - Géodésie, cartographie
529 - Chronologie, calendriers, mesure du temps
53 - Physique
530 - Physique mathématique et théorique
531 - Mécanique
532 - Mécanique des fluides
533 - Mécanique des gaz, plasmas, aérodynamique
534 - Vibrations, acoustique
535 - Optique
536 - Thermodynamique
537 - Electromagnétisme
538 - Matière condensée
539 - Physique nucléaire, atomes et molécules, physique du solide, résistance des matériaux
54 - Chimie. Minéralogie. Cristallographie
542 - Chimie expérimentale et préparative
543 - Chimie analytique
544 - Chimie physique et théorique
546 - Chimie inorganique
547 - Chimie organique
548 - Cristallographie
549 - Minéralogie
55 - Science de la Terre. Géologie
550 - Géophysique, géologie appliquée…
551 - Géologie générale, géodynamique, géomorphologie, climatologie, stratigraphie
556 - Hydrologie
56 - Paléontologie. Fossiles
57 - Biologie. Sciences biologiques en général
572 - Anthropologie
573 - Biologie générale et théorique
574 - Ecologie générale, hydrobiologie, biogéographie
575 - Génétique, évolution
576 - Biologie cellulaire
577 - Biochimie, biophysique, biologie moléculaire
578 - Virologie
579 - Microbiologie
58 - Botanique
581 - Botanique générale
582 - Botanique systématique
59 - Zoologie
591 - Zoologie générale
593 - Protozoaires, spongiaires, cnidaires, anthozoaires, hydrozoaires, échinodermes
594 - Mollusques
595 - Vers, arthropodes
596 - Vertébrés en général
597 - Poissons
598 - Reptiles, Oiseaux
599 - Mammifères

### Classe 6 -Sciences appliquées. Médecine. Technologie
60 - Biotechnologie
61 - Sciences médicales. Médecine. Hygiène. Pharmacie
611 - Anatomie
612 - Physiologie
613 - Hygiène
614 - Hygiène et santé publiques
615 - Thérapeutique, pharmacologie, toxicologie
616 - Pathologie, médecine clinique
617 - Chirurgie
618 - Gynécologie, obstétrique
619 - Médecine vétérinaire
62 - Ingénierie. Technologie en général
620 - Essais de matériaux, économie d'énergie
621 - Génie mécanique, technologie nucléaire, électrotechnique, électronique, moteurs et machines
622 - Industrie minière
623 - Génie militaire
624 - Génie civil et infrastructures en général
625 - Ingénierie des transports par voies terrestres. Ingénierie des voies ferrées. Ingénierie des routes
626 - Ingénierie des constructions hydrauliques en général
627 - Génie des voies navigables naturelles, génie portuaire et côtier. Installations pour la navigation, le sauvetage et la récupération. Barrages et centrales hydrauliques
628 - Génie sanitaire, de santé publique. Eau. Assainissement. Techniques d'éclairage
629 - Ingénierie des véhicules de transport
63 - Agriculture, sciences et techniques relatives à l’agriculture. Sylviculture. Exploitation agricole. Exploitation de la faune et de la flore sauvage
630 - Exploitation forestière, sylviculture
631 - Agriculture
632 - Maladies et protection des plantes
633 - Plantes de culture
634 - Horticulture, arboriculture fruitière
635 - Plantes des jardins
636 - Élevage
637 - Produits des animaux domestiques et du gibier (lait, viande…)
638 - Élevage d'insectes (apiculture, sériciculture…)
639 - Chasse, pêche, pisciculture
64 - Économie domestique. Sciences ménagères
65 - Industries du transport et de la communication. Comptabilité. Gestion d’entreprise. Relations publiques.
66 - Technologie de la chimie. Industries chimiques et apparentées
661 - Produits chimiques
662 - Explosifs, combustibles
663 - Microbiologie industrielle, industrie des fermentations, boissons et stimulants
664 - Aliments solides
665 - Huiles, graisses, cires, adhésifs, résineux
666 - Verre, céramique, ciments et bétons
667 - Colorants, encres, peintures
669 - Métallurgie
67 - Industries, commerces et artisanats divers
678 - Matières plastiques
68 - Industries, artisanats et commerces de produits finis ou assemblés
681 - Mécanismes et instruments de précision, automatique, reproduction graphique, typographie, instruments d'optiques, instruments de musique
69 - Industrie de la construction. Matériaux. Méthodes et procédés

### Classe 7 - Arts. Divertissements. Sports
7.01 à 7.09 -  Divisions spéciales pour la théorie, les techniques, les périodes, les styles, la présentation dans l’art
7.01 - Théorie et philosophie de l’art. Principes du dessin, proportion, effet d’optique
7.02 - Technique. Habileté, savoir-faire artistique
7.03 - Périodes et phases artistiques. Ecoles, styles, influences
7.04 - Thèmes et sujets artistiques. Iconographie. Iconologie. Détails et finition. Décoration. Ornement
7.05 - Applications artistiques (dans l’industrie, le commerce, la vie quotidienne)
7.06 - Matières diverses relatives à l’art
7.07 - Métiers et activités associés à l'art et au divertissement
7.08 - Traits, formes, combinaisons, etc. caractéristiques (en arts, divertissements et sport)
7.091 - Représentation, spectacle
71 - Aménagement du territoire. Urbanisme. Architecture paysagère. Paysages, parcs, jardins
72 - Architecture
73 - Arts plastiques
74 - Dessin. Dessins artistique. Design. Arts appliqués et métiers d’art
75 - Peinture
76 - Arts graphiques. Gravures
77 - Photographie et procédés connexes
78 - Musique
79 - Divertissement. Distractions. Jeux. Sports

### Classe 8 - Langue. Linguistique. Littérature
80 - Questions générales concernant la linguistique et la littérature. Philologie
81 - Linguistique et langues
82 - Littérature

### Classe 9 - Géographie. Biographie. Histoire
90
902-908 - Archéologie. Préhistoire. Vestiges culturels. Études d’une zone
91 - Géographie. Exploration de la Terre et de pays particuliers. Géographie régionale
92
929 - Biographies et études apparentées
93-94 -  Histoire
930 - Science historique. Historiographie
94 - Histoire générale

## Utilisation dans le monde
En France, la classification décimale universelle a été utilisée dans la plupart des bibliothèques universitaires. En 1959, les instructions publiées quant à l'organisation de ces bibliothèques préconisent la CDU. Cette utilisation régresse depuis la fin des années 1980, la circulaire du 22 juillet 1988 sur l'accès aux documents dans les bibliothèques universitaires préconisant en particulier l'utilisation de la classification décimale de Dewey. Elle reste marginalement en usage dans les centres de documentation et d’information des établissements scolaires du secondaire et dans des bibliothèques publiques ou privées, où elle est généralement en cours de remplacement par la classification de Dewey.
En Belgique francophone, l’utilisation de la CDU est requise pour toute bibliothèque souhaitant être reconnue - et donc subventionnée - par la Communauté française de Belgique, pour le classement des rayons en libre accès.
Un aperçu des pays utilisant la CDU (en 2004) est accessible sur le site de l’UDC Consortium.

## Éditions de la CDU
La CDU complète n’est disponible que sous forme informatisée auprès de l’UDC Consortium (sous licence). Il s’agit du Master Reference File (MRF). Il existe deux versions francophones ayant pour but de proposer une CDU plus compacte et plus utilisable : une « moyenne » (3 volumes) et une « abrégée » (1 volume). Les éditions du Céfal (Liège, Belgique) possèdent le monopole de l’édition de la CDU en français.
- Classification décimale universelle : édition abrégée, Liège, éditions du Céfal, 2012, 8e éd., 449 p., 24 cm (ISBN 978-2-87130-333-6)
- Classification décimale universelle : édition moyenne internationale : Tables auxiliaires, classes 0 à 5, vol. 1, Liège, édition du Céfal, 2004, 421 p., 30 cm (ISBN 2-87130-151-4, lire en ligne)
- Classification décimale universelle : édition moyenne internationale : Classes 6 à 9, vol. 2, Liège, édition du Céfal, 2004, 495 p., 30 cm (ISBN 2-87130-152-2, lire en ligne)
- Classification décimale universelle : édition moyenne internationale : Index, vol. 3, Liège, édition du Céfal, 2004, 319 p., 30 cm (ISBN 2-87130-153-0, lire en ligne)